# 통합 시험
통합 시험(Integration Test)은 단위 시험이 끝난 소프트웨어를 결합해 가며 시험 하는 방법이다. 단위 시험이 끝난 모듈들을 좀 더 큰 단위의 집합으로 통합 구성한 후, 통합 시험 계획에 따라서 테스트를 수행한다. 통합 시험을 통과한 모듈 집합은 시스템 검사 단계의 테스트 대상으로서 넘어가게 된다.

## 목적
통합 시험의 목적은 주요 설계 항목들이 기능, 성능, 안정성 요구사항을 잘 구현하고 있는지를 검증하는 것이다. "설계 항목들" 즉 통합된 모듈 그룹들은 노출되어 있는 인터페이스에 정상적인 입력 데이터나 비정상적인 오류 입력 데이터를 넣어보는 블랙박스 검사 기법으로 테스트된다.

## 같이 보기
- 기능 테스트
- 지속적 통합